# La muta di Portici
La muta di Portici (titolo originale: La muette de Portici), conosciuta anche col nome del suo eroe, Masaniello, è un'opera lirica in cinque atti musicata da Daniel Auber, su libretto di Eugène Scribe, rivisto da Germain Delavigne. L'opera occupa un posto importante nella storia della musica, in quanto è generalmente considerata il primo grand opéra francese.

## Trama
La vicenda è basata sulla rivolta di Masaniello, a Napoli nel 1647, contro il governatore spagnolo ed è ambientata a Napoli (e Portici).
Si celebra il matrimonio fra il figlio del viceré di Napoli, il duca d'Arcos, Alfonso e la principessa Elvira. A questa chiede protezione la muta Fenella, che dopo essere stata sedotta, era stata fatta incarcerare dal suo amante, riuscendo poi a evadere. Alla cerimonia Fenella riconosce in Alfonso il suo seduttore e carceriere, Elvira ripudia il marito e Fenella fugge a Portici dal fratello Masaniello. Questi aizza il popolo alla rivolta che travolge i governanti spagnoli costringendo Alfonso e la moglie Elvira, nel frattempo riconciliatasi con lo sposo, a fuggire da Napoli e rifugiarsi a Portici, ospiti dello stesso Masaniello. Questi favorisce la fuga della coppia. Rientrato a Napoli al comando delle truppe reali, Alfonso doma la rivolta, sconfigge Masaniello che viene giustiziato dalla folla stessa con l'accusa di aver favorito la fuga dell'odiato tiranno. Il Vesuvio erutta e Fenella si getta nella colata di lava per la disperazione.

## L'accoglienza del pubblico e della critica

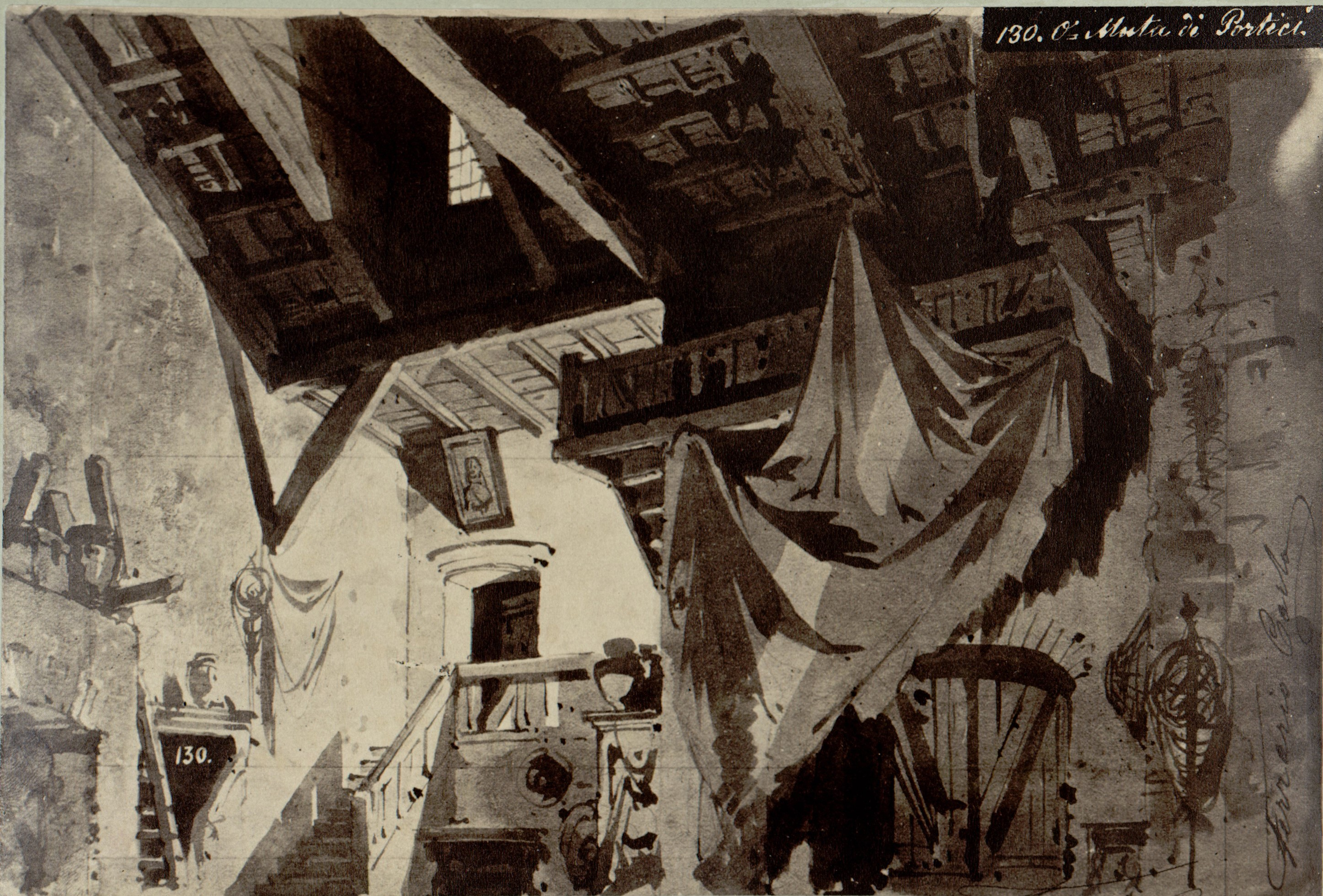
Capanna di Masaniello, bozzetto per La muta di Portici atto 4 scena 5 (1868). Archivio Storico Ricordi

L'opera ebbe una prima rappresentazione a Parigi con successo con Adolphe Nourrit, nella sala di rue Pelletier dell'Académie Royale de Musique, il 28 febbraio 1828, due anni prima che il regno di Carlo X venisse travolto dalla Rivoluzione di luglio. Divenne rapidamente un successo in tutta Europa, e la sua ouverture e le sue arie risuonarono ovunque: in particolare il duetto Amour sacré de la patrie che venne accolto come una nuova Marsigliese.
Il 12 gennaio 1829 avviene la prima come Die Stumme von Portici allo Staatsoper Unter den Linden di Berlino, il 12 febbraio al La Monnaie/De Munt di Bruxelles, il 24 marzo in Amburgo ed il 3 dicembre a Dresda. Il 23 aprile 1830 avviene la ventesima recita a Parigi. A Bruxelles il 25 agosto successivo, al termine della rappresentazione si scatenò una rivolta che costituì la scintilla che fece scattare la rivoluzione belga, che condusse poi all'indipendenza del Belgio. Il 3 marzo 1832 avviene la prima nel Teatro Verdi (Trieste) come Il pescatore di Brindisi con aggiunte di Alessandro Rolla e Gaetano Donizetti nella traduzione di Calisto Bassi ed il 26 agosto 1837 al Teatro Carignano di Torino come La muta di Portici. Il 4 aprile 1838 avviene la prima al Teatro Nacional de São Carlos di Lisbona, il successivo 26 dicembre al Teatro alla Scala di Milano diretta da Eugenio Cavallini con Domenico Donzelli, il 23 giugno 1845 al Royal Opera House, Covent Garden di Londra, il 23 gennaio 1847 al Teatro Comunale di Bologna, il 15 febbraio 1851 al Teatro Regio di Torino, il 18 dicembre 1862 al Teatro San Carlo di Napoli con Michele Benedetti (basso) ed il 29 aprile 1863 al Teatro della Canobbiana di Milano.
Al Wiener Staatsoper La muette de Portici ebbe la première il 3 giugno 1869 e fino al 1907 ha avuto 55 recite.
In ogni caso, essa rappresentò il massimo successo dell'Auber: si conoscono 505 rappresentazioni nella sola Parigi sino al 1882 e 285 a Berlino prima del 1898.
Al Metropolitan Opera House di New York la première come Masaniello è stata nel 1884 diretta da Leopold Damrosch ed al Teatro Nazionale di Praga nel 1885 come Die Stumme von Portici.
Dal punto di vista della critica, essa occupa un posto importante nella storia musicale in quanto viene considerata il primo esempio della grand opéra francese.

## Influenza sulla rivoluzione belga
L'opera era, dunque, già assai popolare quando venne rappresentata a Bruxelles, al grande Teatro de la Monnaie, il 25 agosto 1830, con Adolphe Nourrit nel ruolo del tenore. Si trattava, curiosamente, di una rappresentazione in onore del 59º compleanno del 'legittimo' sovrano Guglielmo I dei Paesi Bassi.
Al momento dell'aria Amour sacré de la patrie, gli spettatori si alzarono ed uscirono per strada, intonando:
| Amour sacré de la patrie,         |  | O amor di patria tu danne aita:    |
| Rends-nous l'audace et la fierté; |  | Tu nella pugna vigor ci dà         |
| A mon pays je dois la vie.        |  | Se a questo suolo dobbiam la vita, |
| Il me devra sa liberté.           |  | Ne debba ei quindi la libertà.     |

Ebbero così inizio gli eventi che portarono alla Rivoluzione belga ed all'indipendenza del Belgio, proclamata il 4 ottobre 1830.

## Presenza nel canone musicale
Dalla fine del XIX secolo, la Muette è stata sostanzialmente dimenticata, nonostante alcuni tentativi di recupero, come a Marsiglia nel 1991, senza grande esito.
Rimane, al contrario, relativamente popolare l'ouverture. Nel marzo del 2013 vi è una ripresa dell'opera presso il Teatro Petruzzelli di Bari.

## Discografia
| Anno | Cast (Masaniello, Elvire, Alphonse, Pietro, Selva)                                   | Direttore     | Etichetta |
| ---- | ------------------------------------------------------------------------------------ | ------------- | --------- |
| 1987 | Alfredo Kraus, June Anderson, John Aler, Jean-Philippe Lafont, Jean-Philippe Courtis | Thomas Fulton | EMI       |

## Adattamenti
Nel 1916 la regista statunitense Lois Weber realizza una versione cinematografica, The Dumb Girl of Portici, con la celebre ballerina classica Anna Pavlova nel ruolo della protagonista.